# جائزة سيزار
جائزة سيزار (بالفرنسية: César du cinéma) هي جائزة فرنسية تمنحها  أكاديمية الفنون والتقنيات السينمائية لأفضل الإنتاجات السينمائية الفرنسية في العام منذ 1976. وهي تناظر جائزة الأوسكار في الولايات المتحدة
وتمنح الجائزة في احتفال يقام سنويا في فبراير على مسرح شاتليه (Théâtre du Châtelet) في باريس.

وقد أتى اسم الجائزة من اسم النحات الفرنسي، سيزار بالداكيني، الذي قام بنحت الجائزة.

## الجوائز
بين «» هي الجوائز التي لا تزال تقدم اليوم، والجوائز هي:
- «جائزة سيزار لأفضل فيلم» منذ 1976
- «جائزة سيزار لأفضل مخرج» منذ 1976
- «جائزة سيزار لأفضل ممثل» منذ 1976
- «جائزة سيزار لأفضل ممثلة» منذ 1976
- «جائزة سيزار لأفضل ممثل مساعد» منذ 1976
- «جائزة سيزار لأفضل ممثلة مساعدة» منذ 1976
- «جائزة سيزار لأفضل ممثل صاعد» منذ 1983
- «جائزة سيزار لأفضل ممثلة صاعدة» منذ 1983
- «جائزة سيزار لأفضل سيناريو أصلي» منذ 2006
- «جائزة سيزار لأفضل سيناريو مقتبس» منذ 2006
  - جائزة سيزار لأفضل سيناريو أصلي أو مقتبس - بين 1976 و2005
- «جائزة سيزار لأفضل ديكور» منذ 1976
- «جائزة سيزار لأفضل تصميم أزياء» منذ 1985
- «جائزة سيزار لأفضل تصوير سينمائي» منذ 1976
- «جائزة سيزار لأفضل مونتاج» منذ 1976
- «جائزة سيزار لأفضل صوت» منذ 1976
- «جائزة سيزار لأفضل موسيقى أصلية» منذ 1976
- «جائزة سيزار لأفضل أول فيلم» منذ 1982
- «جائزة سيزار لأفضل فيلم رسوم متحركة» منذ 2011
- «جائزة سيزار لأفضل فيلم رسوم متحركة قصير» بين 1977 و1990 ثم منذ 2014
- «جائزة سيزار لأفضل فيلم وثائقي» منذ 2007
- «جائزة سيزار لأفضل فيلم أجنبي» منذ 1976
  - جائزة سيزار لأفضل فيلم للاتحاد الأوروبي - في 1989 ثم بين 2003 و2005
  - جائزة سيزار لأفضل فيلم فرنكوفوني - بين 1984 و1986
- «جائزة سيزار لأفضل فيلم قصير» منذ 1992
  - جائزة سيزار لأفضل فيلم قصير خيالي - بين 1977 و1991 ثم في 2004
  - جائزة سيزار لأفضل فيلم قصير وثائقي - بين 1977 و1991
- جائزة سيزار لأفضل ملصق - بين 1986 و1990
- جائزة سيزار لأفضل فيلم إشهاري - في 1985 و1986

جوائز خاصة:
- «السيزار الفخري» منذ 1976
- «جائزة دانيال توسكان دو بلونتييه» منذ 2008
  - جائزة سيزار لأفضل منتج - في 1996 و1997
- «كأس سيزار والتقنيات» منذ 2011
- سيزار السيزارات - في 1985 و1995
- «ميدالية أكاديمية الفنون وتقنيات السينما الذهبية» منذ 2015

## الحفلات
| الحفلة                     | التاريخ        | المكان            | البث             | مخرج الحفلة     | الرئيس                    | مقدم الحفلة                       | أفضل فيلم                    |
| -------------------------- | -------------- | ----------------- | ---------------- | --------------- | ------------------------- | --------------------------------- | ---------------------------- |
| حفل توزيع جوائز السيزار 1  | 3 أبريل 1976   | قصر مؤتمرات باريس | القناة الثانية   | جان بيار سبيرو  | جان غابين                 | بيار تشارنيا                      | البندقية القديمة             |
| حفل توزيع جوائز السيزار 2  | 19 فبراير 1977 | قاعة بلايل        | القناة الثانية   | لا يوجد         | لينو فنتورا               | بيار تشارنيا                      | السيد كلاين                  |
| حفل توزيع جوائز السيزار 3  | 4 فبراير 1978  | قاعة بلايل        | القناة الثانية   | بيار بادال      | جين مورو                  | بيار تشارنيا                      | العناية الإلهية              |
| حفل توزيع جوائز السيزار 4  | 3 فبراير 1979  | قاعة بلايل        | القناة الثانية   | جورج فولغواس    | شارل فانل                 | بيار تشارنيا وجان كلود بريالي     | نقود الأخرين                 |
| حفل توزيع جوائز السيزار 5  | 2 فبراير 1980  | قاعة بلايل        | القناة الثانية   | جورج فولغواس    | جان ماريز                 | بيار تشارنيا وبيتر أوستينوف       | تس                           |
| حفل توزيع جوائز السيزار 6  | 31 يناير 1981  | قصر مؤتمرات باريس | القناة الثانية   | برنار ليون      | إيف مونتون                | بيار تشارنيا                      | المترو الأخير                |
| حفل توزيع جوائز السيزار 7  | 27 فبراير 1982 | قاعة بلايل        | القناة الثانية   | ألكسندر تارتا   | أورسن ويلز                | جاك مارتان وبيار تشارنيا          | البحث عن النار               |
| حفل توزيع جوائز السيزار 8  | 26 فبراير 1983 | لو غران راكس      | القناة الثانية   | ألكسندر تارتا   | كاترين دينوف              | جان كلود بريالي                   | الميزان                      |
| حفل توزيع جوائز السيزار 9  | 3 مارس 1984    | مسرح الإمبراطورية | القناة الثانية   | موريس دوغوسن    | جين كيلي                  | ليون زيترون                       | تعادل لعشاقنا ولو بال        |
| حفل توزيع جوائز السيزار 10 | 2 مارس 1985    | مسرح الإمبراطورية | القناة الثانية   | موريس دوغوسن    | سيمون سينيوريه            | بيار تشارنيا                      | رجال شرطة                    |
| حفل توزيع جوائز السيزار 11 | 22 فبراير 1986 | قصر مؤتمرات باريس | القناة الثانية   | موريس دوغوسن    | مادلان رينو وجان لوي بارو | ميشال دروكار                      | ثلاثة رجال ومهد              |
| حفل توزيع جوائز السيزار 12 | 7 مارس 1987    | قصر مؤتمرات باريس | القناة الثانية   | موريس دوغوسن    | شون كونري                 | ميشال دروكار وبيار تشارنيا        | تيريز                        |
| حفل توزيع جوائز السيزار 13 | 12 مارس 1988   | قصر مؤتمرات باريس | القناة الثانية   | موريس دوغوسن    | ميلوش فورمان              | ميشال دروكار وجين بيركي           | إلى اللقاء يا أطفال          |
| حفل توزيع جوائز السيزار 14 | 4 مارس 1989    | مسرح الإمبراطورية | القناة الثانية   | موريس دوغوسن    | بيتر أوستينوف             | بيار تشارنيا                      | كاميي كلودال                 |
| حفل توزيع جوائز السيزار 15 | 4 مارس 1990    | مسرح الشانزلزيه   | القناة الثانية   | موريس دوغوسن    | كيرك دوغلاس               | إيف روجياري                       | جميلة جدا لك أنت             |
| حفل توزيع جوائز السيزار 16 | 9 مارس 1991    | مسرح الشانزلزيه   | القناة الثانية   | كريستيان فيدالي | صوفيا لورين               | ريشار بورينجيه                    | سيرانو دي برجراك             |
| حفل توزيع جوائز السيزار 17 | 22 فبراير 1992 | قصر مؤتمرات باريس | القناة الثانية   | موريس دوغوسن    | ميشال مورغان              | فريديريك ميتيران                  | جميع أصباح العالم            |
| حفل توزيع جوائز السيزار 18 | 8 مارس 1993    | مسرح الشانزلزيه   | فرنسا 2          | موريس دوغوسن    | مارسيلو ماستروياني        | فريديريك ميتيران                  | الليالي الوحشية              |
| حفل توزيع جوائز السيزار 19 | 26 فبراير 1994 | مسرح الشانزلزيه   | كنال+ (فالمفتوح) | جان لوي كاب     | جيرارد ديبارديو           | فابريس لوشيني وكليمونتين سيلارييه | التدخين/لا للتدخين           |
| حفل توزيع جوائز السيزار 20 | 25 فبراير 1995 | قصر مؤتمرات باريس | كنال+ (فالمفتوح) | موريس دوغوسن    | ألان دولون                | جان كلود بريالي وبيار تشارنيا     | القصب البري                  |
| حفل توزيع جوائز السيزار 21 | 3 فبراير 1996  | مسرح الشانزلزيه   | كنال+ (فالمفتوح) | رونو لو فان كيم | فيليب نويريه              | أنتوان دو كون                     | الكراهية                     |
| حفل توزيع جوائز السيزار 22 | 8 فبراير 1997  | مسرح الشانزلزيه   | كنال+ (فالمفتوح) | رونو لو فان كيم | أني جيراردو               | أنتوان دو كون                     | سخيف                         |
| حفل توزيع جوائز السيزار 23 | 28 فبراير 1998 | مسرح الشانزلزيه   | كنال+ (فالمفتوح) | رونو لو فان كيم | جولييت بينوش              | أنتوان دو كون                     | نعرف الأغنية                 |
| حفل توزيع جوائز السيزار 24 | 6 مارس 1999    | مسرح الشانزلزيه   | كنال+ (فالمفتوح) | رونو لو فان كيم | إيزابيل أوبير             | أنتوان دو كون                     | الحياة الحالمة للملائكة      |
| حفل توزيع جوائز السيزار 25 | 19 فبراير 2000 | مسرح الشانزلزيه   | كنال+ (فالمفتوح) | جيروم روفون     | ألان دولون                | ألان شابات                        | فينوس الجمال (الكلية)        |
| حفل توزيع جوائز السيزار 26 | 24 فبراير 2001 | مسرح الشانزلزيه   | كنال+ (فالمفتوح) | جيروم روفون     | دانيال أوتاي              | إدوار بار                         | مذاق الأخرين                 |
| حفل توزيع جوائز السيزار 27 | 2 مارس 2002    | مسرح شاتليه       | كنال+ (فالمفتوح) | جيروم روفون     | ناتالي باي                | إدوار بار                         | أميلي                        |
| حفل توزيع جوائز السيزار 28 | 22 فبراير 2003 | مسرح شاتليه       | كنال+ (فالمفتوح) | جيروم روفون     | لا يوجد                   | جيرالدين باياس                    | عازف البيانو                 |
| حفل توزيع جوائز السيزار 29 | 21 فبراير 2004 | مسرح شاتليه       | كنال+ (فالمفتوح) | جيروم روفون     | فاني أردون                | جاد المالح                        | الغزوات البربرية             |
| حفل توزيع جوائز السيزار 30 | 26 فبراير 2005 | مسرح شاتليه       | كنال+ (فالمفتوح) | جيروم روفون     | إيزابيل أدجاني            | جاد المالح                        | المراوغة                     |
| حفل توزيع جوائز السيزار 31 | 25 فبراير 2006 | مسرح شاتليه       | كنال+ (فالمفتوح) | جيروم روفون     | كارول بوكيه               | فاليري لومارسييه                  | للتغلب على دقان قلبي الواقف  |
| حفل توزيع جوائز السيزار 32 | 24 فبراير 2007 | مسرح شاتليه       | كنال+ (فالمفتوح) | جيروم روفون     | كلود براسور               | فاليري لومارسييه                  | ليدي تشاترلي                 |
| حفل توزيع جوائز السيزار 33 | 22 فبراير 2008 | مسرح شاتليه       | كنال+ (فالمفتوح) | جيروم روفون     | جان روشفور                | أنتوان دو كون                     | كسكسي بالبوري                |
| حفل توزيع جوائز السيزار 34 | 27 فبراير 2009 | مسرح شاتليه       | كنال+ (فالمفتوح) | جيروم روفون     | شارلوت غينسبور            | أنتوان دو كون                     | سيرافين                      |
| حفل توزيع جوائز السيزار 35 | 27 فبراير 2010 | مسرح شاتليه       | كنال+ (فالمفتوح) | جيروم روفون     | ماريون كوتيار             | فاليري لومارسييه وجاد المالح      | نبي                          |
| حفل توزيع جوائز السيزار 36 | 25 فبراير 2011 | مسرح شاتليه       | كنال+ (فالمفتوح) | جيروم روفون     | جودي فوستر                | أنتوان دو كون                     | رجال وآلهة                   |
| حفل توزيع جوائز السيزار 37 | 24 فبراير 2012 | مسرح شاتليه       | كنال+ (فالمفتوح) | جيروم روفون     | غويوم كانيه               | أنتوان دو كون                     | الفنان                       |
| حفل توزيع جوائز السيزار 38 | 22 فبراير 2013 | مسرح شاتليه       | كنال+ (فالمفتوح) | جيروم روفون     | جمال دبوز                 | أنتوان دو كون                     | الحب                         |
| حفل توزيع جوائز السيزار 39 | 28 فبراير 2014 | مسرح شاتليه       | كنال+ (فالمفتوح) | جيروم روفون     | فرانسوا كلوزيه            | سيسيل دو فرانس                    | الأطفال وغويوم، إلى الطاولة! |
| حفل توزيع جوائز السيزار 40 | 20 فبراير 2015 | مسرح شاتليه       | كنال+ (فالمفتوح) | جيروم روفون     | داني بون                  | إدوار بار                         | تمبكتو                       |
| حفل توزيع جوائز السيزار 41 | 26 فبراير 2016 | مسرح شاتليه       | كنال+ (فالمفتوح) | جيروم روفون     | كلود لولوش                | فلورونس فوريستي                   | فاطمة                        |

## روابط خارجية
- الموقع الرسمي